# خلي الدماغ صاحي (فلم)
خلي الدماغ صاحي فيلم مصري من إنتاج عام 2002. وهو من أفلام عيد الفطر 1423 هـ.
عنوان الفيلم مستوحىً من أغنية لعبد الحليم حافظ باسم خلي السلاح صاحي.

## قصة الفيلم
تدور أحداث الفيلم في إطار كوميدى حول «كامل» المواطن البسيط الذي يعمل محاسبا في محل الجزارة عند والدة حبيبته، ويحاول أن ينسى همومه ومشاكله باللجوء للمخدرات، إلى أن يظهر له عفريت متنكرا في هيئة إنسان، ليساعده على حل مشاكله، وتتوالى الأحداث.

## بطولة
- مصطفى شعبان
- داليا مصطفى
- سامي العدل
- أنعام سالوسة
- كارولين خليل
- خالد صالح
- سامح الشجيع
- هبة عبد الغني

## فريق العمل
- إخراج: محمد صلاح أبو سيف
- إنتاج: الشركة العربية للإنتاج والتوزيع السينمائي
- توزيع: الشركة العربية للإنتاج والتوزيع السينمائي
- تأليف: منى الصاوي
- مونتاج: سيد عبد المحسن
- موسيقى تصويرية: مودي الإمام
- مدير التصوير: عاطف المهدي

## وصلات خارجية
- مقالات تستعمل روابط فنية بلا صلة مع ويكي بيانات